# Hans-Jürgen Stammer
Hans-Jürgen Stammer (* 21. September 1899 in Pötrau bei Büchen; † 24. Oktober 1968 in Erlangen) war ein deutscher Zoologe, Ökologe und Direktor des Zoologischen Instituts der Universität Erlangen.

## Biographie
Stammer war ein Schüler von Paul Buchner (1886–1978), dem Direktor des zoologischen Institutes der Universität Greifswald. Stammer folgte Buchner an die Universität Breslau, wo er sich zunehmend mit ökologischen Fragestellungen befasste. Hier wurde er 1931 habilitiert. 1938 übernahm Stammer die Position als Direktor des Zoologischen Institutes der Universität Erlangen. Dort war er in der akademischen Lehre sehr aktiv und betreute Diplomarbeiten oder Dissertationen von etwa 200 Studenten. Stammer wurde 1967 emeritiert.

## Wirken
Als Ökologe interessierte er sich für ungewöhnliche und kaum untersuchte Kleinst-Lebensstätten. Er fand an solchen Orten häufig Nematoden und Milben sowie weitere Organismen vor. Diese ließ er durch seine Schüler umfassend untersuchen. Es entwickelten sich auf diese Weise Spezialisten, die die so genannte Stammer-Schule bildeten.
Abgesehen von diesen freilebenden und zumeist nicht parasitischen Organismen widmete sich Stammer zudem auch der Parasitologie. Der Evolutionsbiologe Günther Osche fand über die Nematodenforschung (der Gattung Rhabditis) unter Stammer den Zugang zu seiner wissenschaftlichen Karriere.
Stammer wurde durch mehrere nach ihm benannte Arten geehrt, zum Beispiel: Nitocrella stammeri Chappuis, 1938; Zausodes stammeri Jakobi, 1954; Lohmanella stammeri Viets, 1939 und Histiostoma stammeri Scheucher, 1957.
1941 war er Präsident der Deutschen Zoologischen Gesellschaft.